# St.-Ulrichs-Kirche (Rastede)

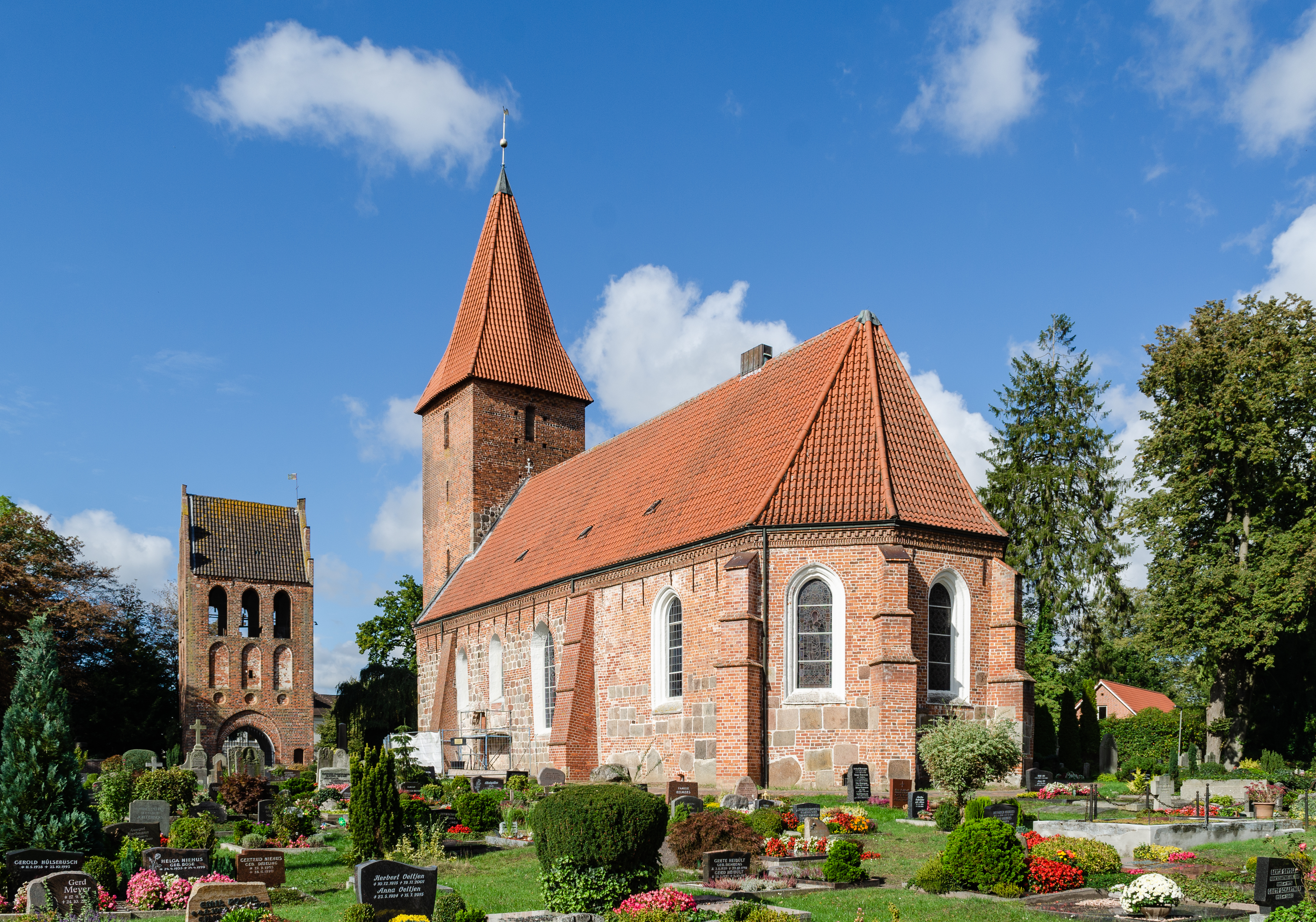
Südostansicht der Kirche St. Ulrich mit freistehendem Glockenturm

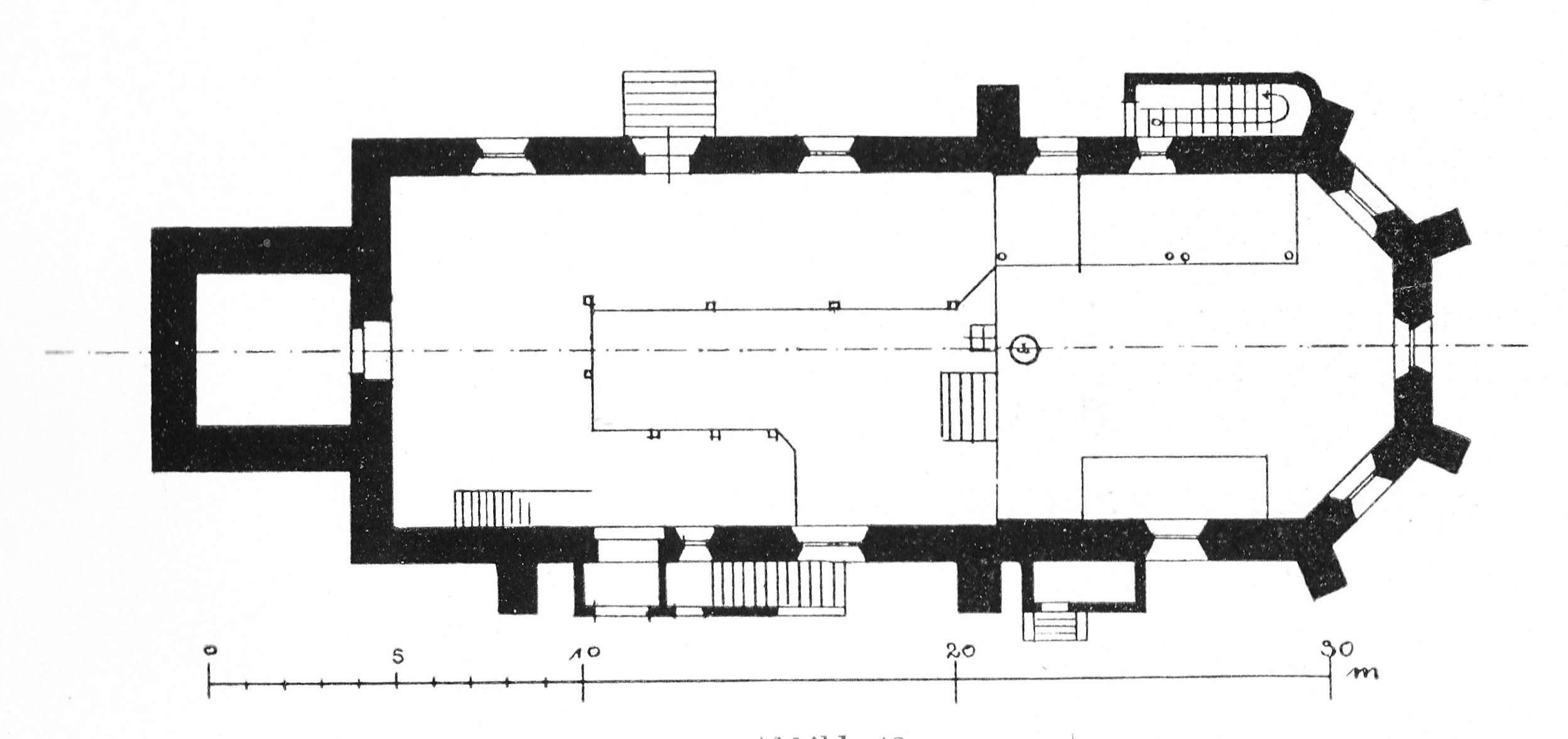
Grundriss (1907)

Die evangelische St.-Ulrichs-Kirche in Rastede, Ammerland, in der Nähe von Oldenburg, ist ein mittelalterlicher Bau mit überwiegend barocker Ausstattung.

## Gründung
Die St.-Ulrichs-Kirche wurde im Jahr 1059 von Graf Huno von Oldenburg und seiner Gattin Willa zu Ehren des Heiligen Ulrich von Augsburg gegründet. Sie ist damit, nach der Wiefelsteder St.-Johannes-Kirche, die zweitälteste Kirchengründung des Ammerlandes. Sie (oder ein Vorgängerbau des heutigen Gotteshauses) wurde am 11. November 1059 geweiht, auf den Tag 66 Jahre nach der Heiligsprechung ihres Namensgebers. Das Stiftungsjahr der Kirche gilt auch als das Gründungsjahr des Ortes Rastede.

## Baugeschichte

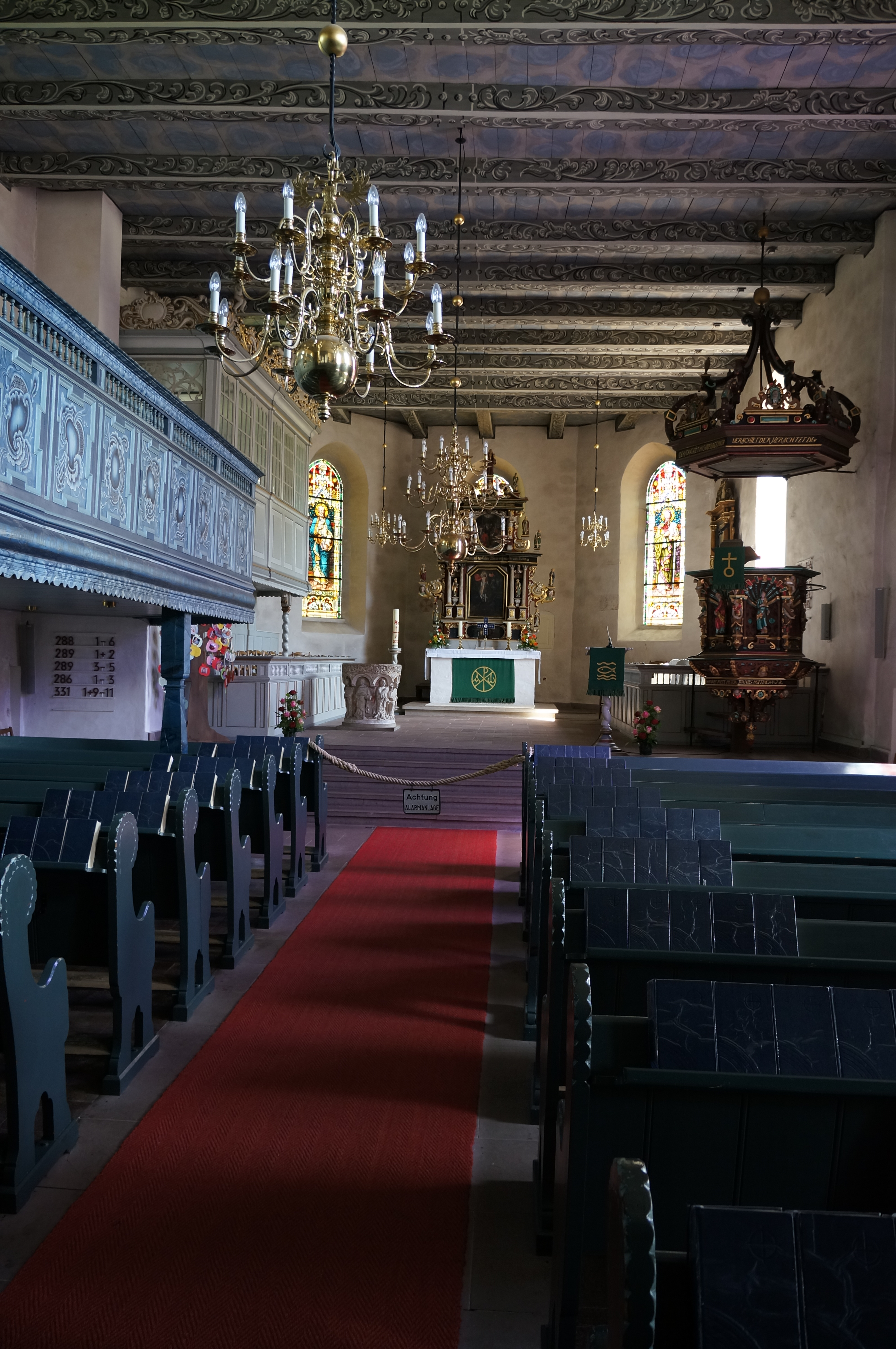
Innenansicht

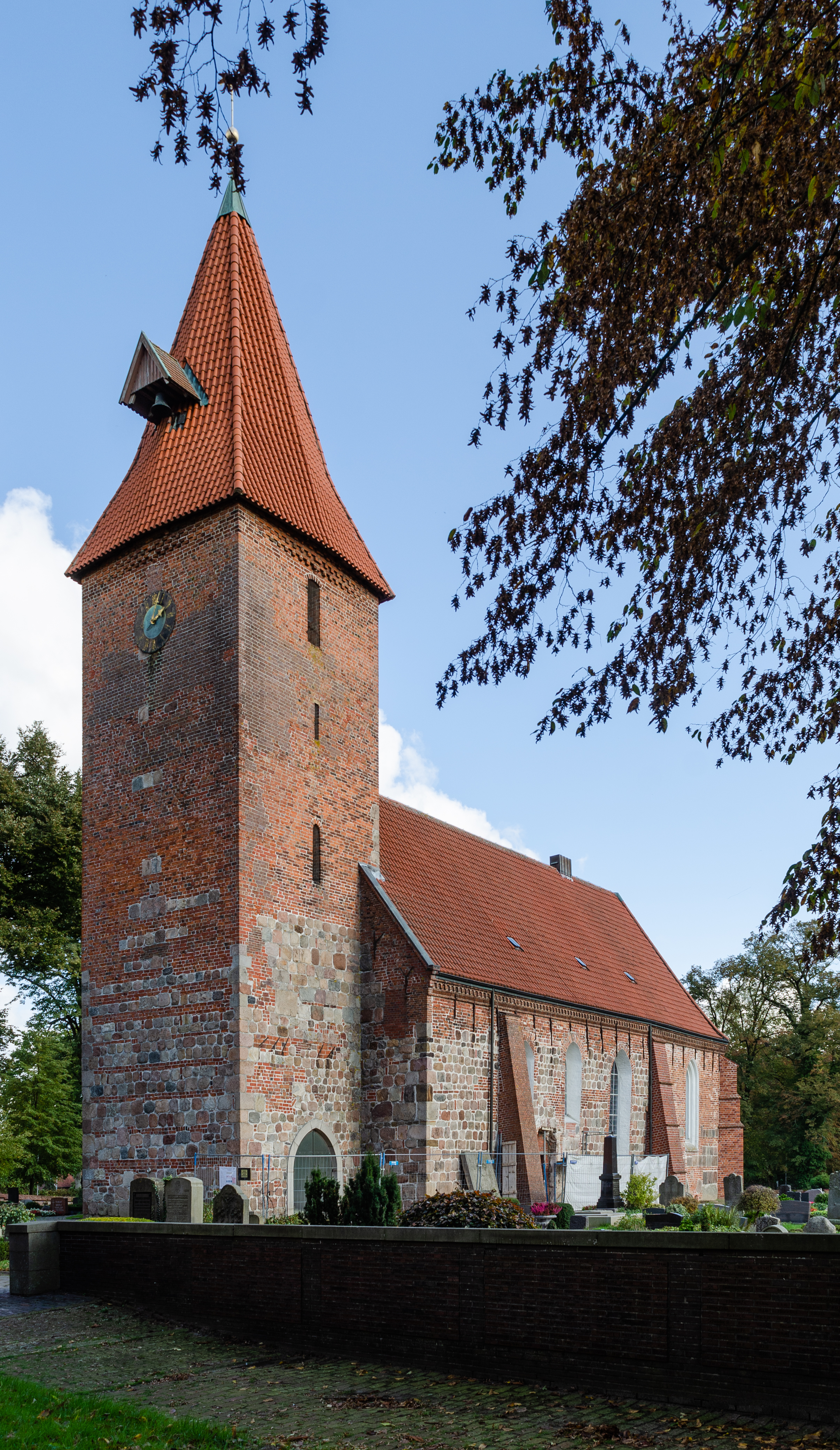
Südwestsicht der Kirche

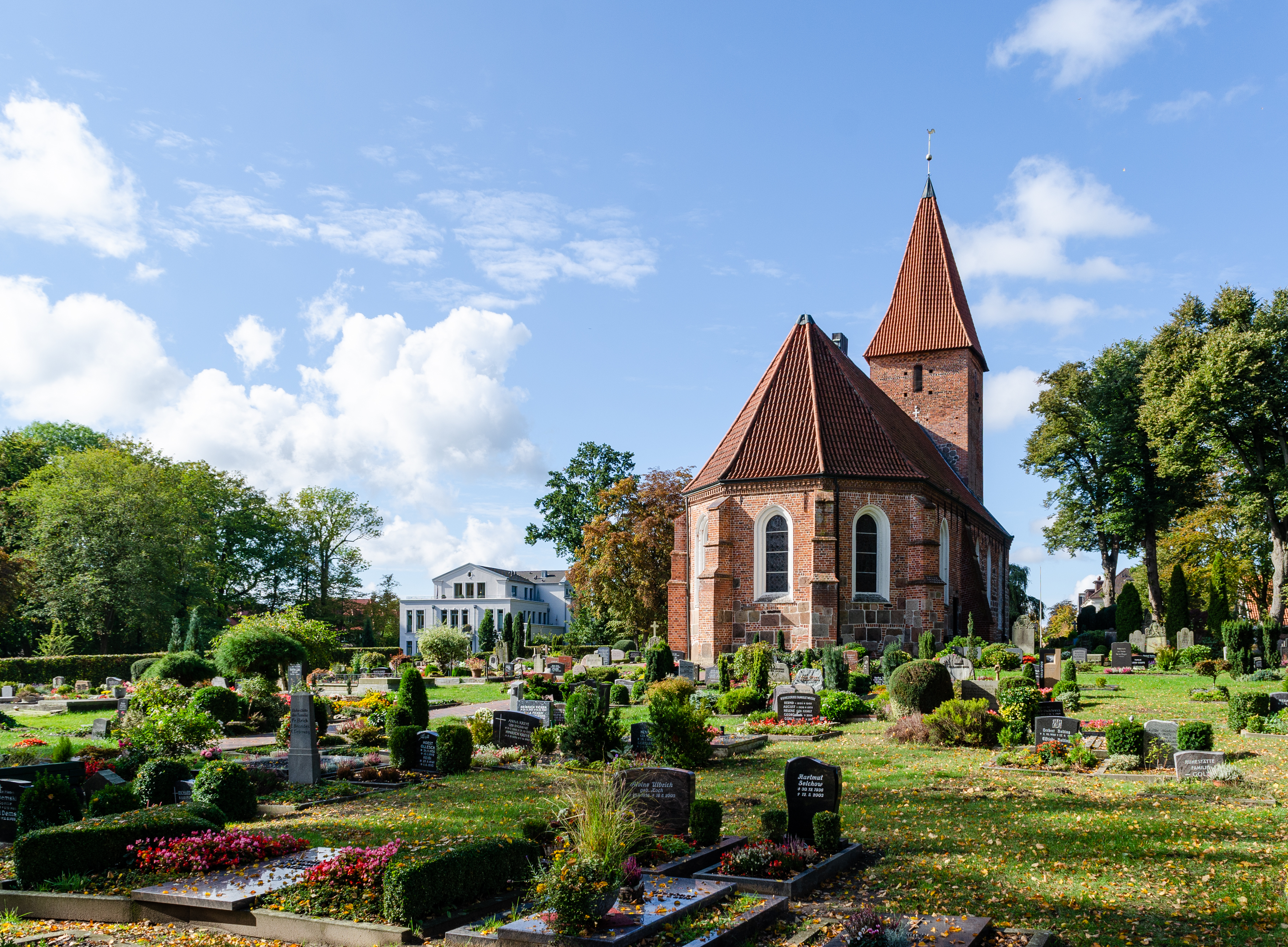
Kirche auf dem Friedhof

Die heutige Gestalt der Kirche geht im Wesentlichen auf das 15. Jahrhundert zurück. Von dem um und nach 1100 entstandenen romanischen Bau sind lediglich die Krypta, das Feldsteinmauerwerk des Westturmsockels und Teile der westlichen Schiffswand zu erkennen. Die Gewölbe der gotischen, vierjochigen, aus Backstein errichteten Saalkirche waren 1645 teilweise eingestürzt, hatten die Kanzel beschädigt und die Orgel zerschlagen, sodass die Gewölbereste entfernt wurden, 1696 die heutige Balkendecke eingezogen und von Gerd von Bloh mit den heute wieder freigelegten blau-weißen Rankenmalereien dekoriert wurde.
Auch der Westturm fiel einige Male ein und musste mehrfach erneuert werden.
An der Südmauer sieht man noch heute ein zugemauertes Fensterchen, vermutlich ein Hagioskop, eine (Lepraspalte), durch das vom Gottesdienst Ausgeschlossene einen Blick auf den Altar von 1637 werfen und die Messfeier verfolgen konnten.

### Krypta
Die für eine Pfarrkirche eigentlich ungewöhnliche Krypta unter dem Chor (die einzige ihrer Art im ehemaligen Regierungsbezirk Weser-Ems), wohl um 1100 erbaut, stellt mit ihren Kreuzgratgewölben über vier Säulen mit Würfelkapitellen und den durch Ecksporen ausgezeichneten Basen den ältesten erhaltenen Kirchenraum des Oldenburger Landes dar. Bauleute, die an der Ostkrypta des Bremer Doms beteiligt waren, haben wohl auch hier gearbeitet. Aus mittelalterlicher Zeit stammen die beiden gemalten Weihekreuze.
Ursprünglich der Maria geweiht, im Spätmittelalter zur St.-Annen-Kapelle umgewidmet war die Krypta möglicherweise zunächst als gräfliche Grablege vorgesehen, eine Rolle, die ihr nach der Reformation erneut zukam.
Im Gegensatz zur Kirche darüber blieb die Krypta bis zum Schenkungsdekret von König Friedrich V. von Dänemark im Jahre 1762 in gräflichem bzw. königlichem Besitz.
Nach dem Abriss der ehemaligen Kirche St. Marien des Klosters Rastede und der Umbettung einiger sterblicher Überreste (u. a. Graf Moritz von Oldenburg, vermutlich auch Graf Huno und seine Gattin) wurde sie zum Grabgewölbe umfunktioniert. Noch heute kann man den barocken Sandstein-Sarkophag besichtigen, in dem der Leichnam von Sophie Eleonore von Schleswig-Holstein-Sonderburg-Beck (* 1659; † 1744) beigesetzt wurde. Bis 1948 standen in den Räumen noch die Särge fünf weiterer Verstorbener. Diese wurden jedoch bedauerlicherweise zerhackt und samt Gebeinen und Grabgewändern in einen Seitenstollen eingemauert. Erst in den 1990er Jahren wurde dieser Teil wieder freigelegt, so dass im Zuge einer Komplett-Renovierung der Krypta in den Jahren 2001 und 2002 diese Überreste in einem eigens dafür geschaffenen Ossarium erneut bestattet wurden.

### Glockenturm
Der niedrigere Glockenturm mit Staffelgiebel aus dem 15. Jahrhundert steht, wie häufig im Ammerland, separat neben der Kirche. In ihm läuten drei Glocken, die beiden älteren von 1498 und 1522 wurden von Johannes Frese aus Osnabrück gegossen. Die dritte von 1992 goss die Firma Rincker in Sinn.

## Ausstattung
Unklar ist, ob noch mehr Kunstwerke in der Pfarrkirche aus der abgerissenen Klosterkirche stammen, als nur die qualitätvolle Grabplatte des Grafen Moritz von Oldenburg († 1420) in der Turmhalle. Die lebensgroße, fast vollplastisch skulptierte Darstellung des Ritters zeigt eine modische, mit Glöckchen besetzte Rüstung. Die beiden Hunde zu seinen Füßen sind als Allegorien der Treue zu deuten. Die behauptete Ähnlichkeit mit dem Roland von Bremen ist wohl der Haartracht und dem Zeitstil, nicht der gleichen Bildhauerhand geschuldet; neuere Forschungsmeinung sieht hier eher ein Werk des anonymen „Meisters des Bentlager Kreuzigungsreliefs“ aus Münster.
Ein bedeutendes Werk ist auch der Taufstein des 13. Jahrhunderts. Bewegt und ausdrucksvoll stehen acht Figuren (Christus, Hl. Petrus und weitere Apostel) im Hochrelief aus dem Stein gehauen unter einem von Fabelwesen bevölkerten Rankenband.
Beim Gewölbeeinsturz wurde neben der Orgel auch die Kanzel von Ludwig Münstermann aus dem Jahr 1632 „zerplättert und in Stücken geschlagen“, doch wurden ihre Reste, so gut es ging, wieder zusammengesetzt. 1612 war sie von Herzog Anton Günther gestiftet worden. Mit diesem Werk beginnt Münstermanns beeindruckende Folge von Kanzeln, Altären und Orgelprospekten im Oldenburger Land. Doch gibt der heutige Zustand kein zuverlässiges Bild. Schon der aktuelle Aufstellungsort entspricht nicht mehr genau dem ursprünglichen Platz an der Vorderkante des erhöhten Chors. Wieweit die erneuerte Farbfassung den originalen Befunden entspricht, ist nicht mehr festzustellen. In zwei der fünf Nischen des Kanzelkorbes stehen heute Maria und Johannes aus einer ehemaligen Kreuzigungsgruppe, die ehemals den Schalldeckel krönte. Die Originalfiguren aus Alabaster, der Salvator und vier Evangelisten, bis 1859 noch vorhanden, sind ebenso verschwunden wie seit 1959 der Gekreuzigte vom Schalldeckel.
1524 fand die erste lutherische Predigt durch den ehemaligen Benediktinermönch Oltmann Kröger statt. Nach der Reformation erhielt die Kirche eine neue Ausstattung, die abgesehen von der Orgel, in Teilen auch den Gewölbeeinsturz überstand.
Die drei Gemälde des Altaraufsatzes mit seiner Rahmung im Knorpelstil sind signiert: Lucretia de St. Simon figuravit et pinxit 1636  und zeigen in der Predella das Abendmahl, darüber die Auferstehung und oben als Rundbild das Pfingstwunder. 10 der 12 kleinen hölzernen Apostelfiguren auf den seitlichen Konsolen des Altaraufbaus stammen aus einem spätgotischen Schnitzaltar, ihre gute Qualität wird durch eine neuere Übermalung gemindert.
An der Südwand des Chors findet sich ein Epitaph aus Holz, mit einem Gemälde der Kreuzigung in reich geschnitztem Rahmen mit Ohrmuschelornamentik, für Reinhard Schröder († 1662), einen Bereiter im gräflichen Marstall.
Die abwechslungsreichen Rocaillen in Blaumalerei auf den Emporen sind inschriftlich 1774 datiert und wurden 1983 wieder aufgedeckt und restauriert.
Zwei Glasfenster von 1909 stellen die Apostel Petrus und Paulus dar, das Ulrichsfenster von 1959 entwarf György Lehoczky.

## Höhenfestpunkt

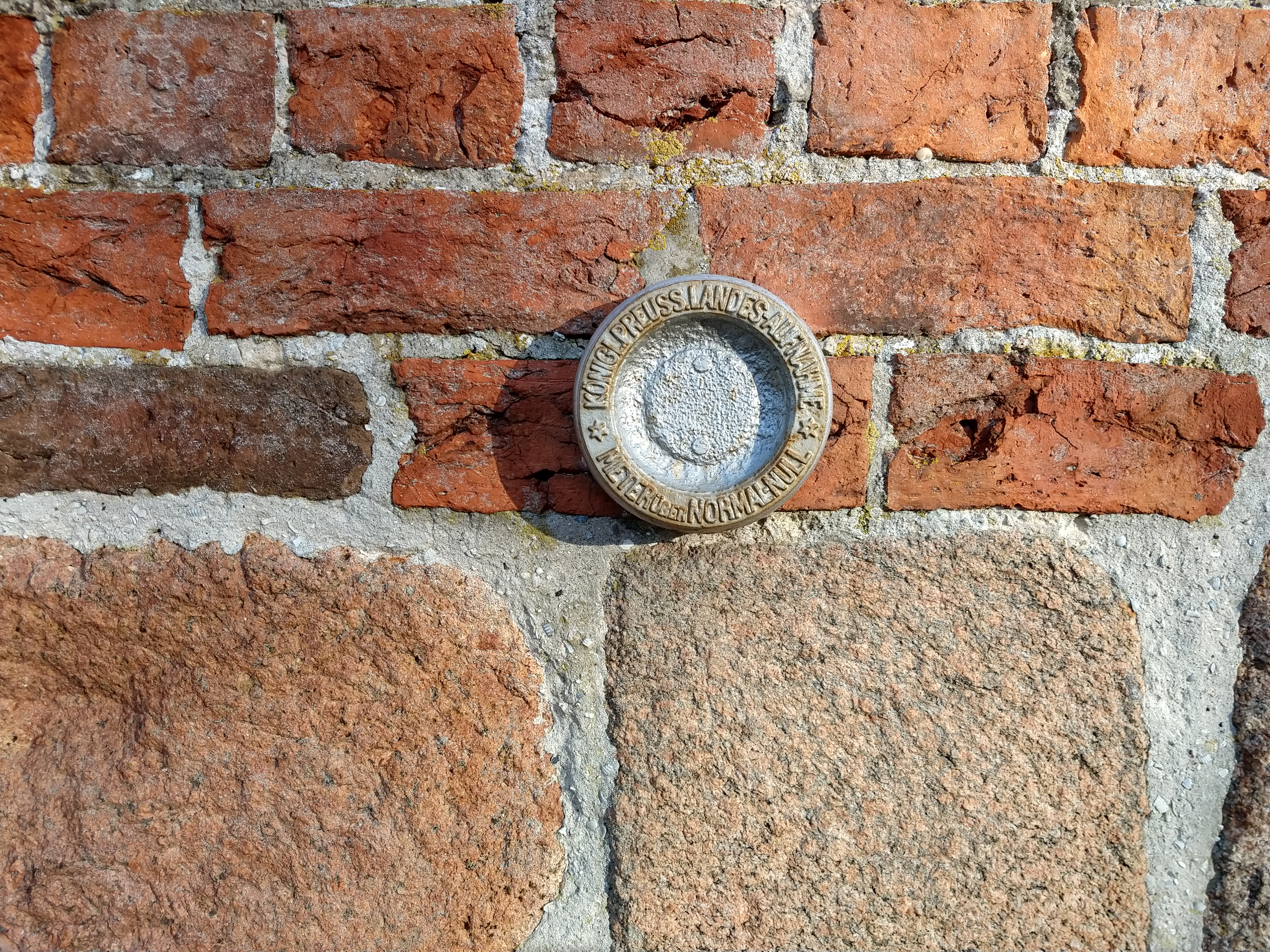
Höhenfestpunkt an der St.-Ulrichs-Kirche

Am Kirchturm befindet sich eine Höhenmarke des Ur-Nivellements (1868–1918) der Königlich Preußischen Landesaufnahme mit der damaligen Höhe von 18,346 m über Normal-Null.